# 复演说

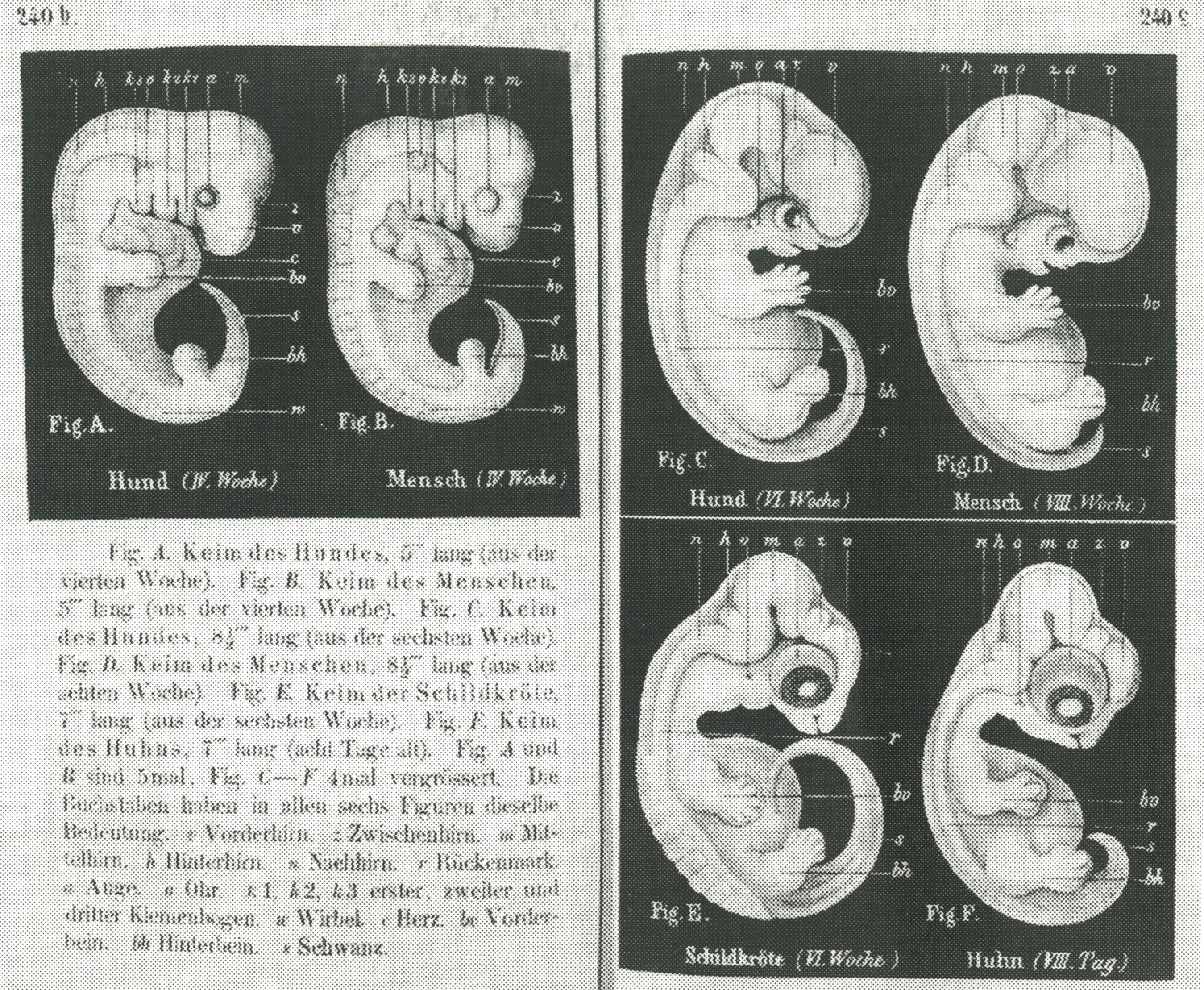
这些图片说明了恩斯特·海克尔的生物遗传定律。起初，不同物种的胚胎看起来非常相似，后来发展出不同的特征。

复演说（英語：Recapitulation theory）是一个由德国生物学家恩斯特·海克尔主张的历史上的假说，称动物胚胎的发育过程，从受精到妊娠和孵化（个体发生学）会经历和该动物远古祖先成年个体进化相似的过程（系统发生树）。该假说是1820年代由艾蒂安·塞尔基于约翰·弗雷德里希·梅克尔的著作提出。至20世纪中叶，该假说已被视为是“生物学神话”。